# Maison-Ponthieu
Maison-Ponthieu település Franciaországban, Somme megyében. Lakosainak száma 285 fő (2022. január 1.). Maison-Ponthieu Neuilly-le-Dien, Yvrench, Auxi-le-Château, Conteville, Gueschart, Hiermont és Noyelles-en-Chaussée községekkel határos.

## Népesség
A település népességének változása:
| Lakosok száma | 265  | 258  | 269  | 274  | 282  | 283  | 284  | 289  | 285  |
|               | 2013 | 2015 | 2016 | 2017 | 2018 | 2019 | 2020 | 2021 | 2022 |